# Modrogłowik
Modrogłowik, błyskotek modrogłowy (Starnoenas cyanocephala) – gatunek średniej wielkości ptaka z rodziny gołębiowatych (Columbidae). Obecnie występuje tylko na Kubie. Zagrożony wyginięciem. Jedyny przedstawiciel podrodziny modrogłowików oraz rodzaju Starnoenas.

## Taksonomia
Po raz pierwszy zgodnie z zasadami nazewnictwa binominalnego gatunek ten opisał Karol Linneusz w 1758 w 10. wydaniu Systema Naturae. Autor nadał mu nazwę Columba cyanocephala. Holotyp pochodził z nieokreślonej lokalizacji w Ameryce (Habitat in America). Obecnie (2020) Międzynarodowy Komitet Ornitologiczny umieszcza modrogłowika w monotypowym rodzaju Starnoenas. Opisał go po raz pierwszy Karol Lucjan Bonaparte w 1838 w  A geographical and comparative list of the birds of Europe and North America. Nie wyróżnia się podgatunków. Morfologia, anatomia i zachowanie tego ptaka są niezwykle dziwne w stosunku do innych gołębiowatych Ameryk, a najbardziej zbliżone są do australijskich ptaków z rodzaju Geophaps.

### Etymologia
Nazwa rodzajowa: rodzaj Starna Bonaparte, 1838; gr. οινας oinas, οιναδος oinados – gołąb. Epitet gatunkowy: gr. κυανος kuanos – ciemnoniebieski; -κεφαλος -kephalos – -głowy, od κεφαλη kephalē – głowa.

## Morfologia
Długość ciała 29–34,5 cm, masa ciała 213–289 g. Wymiary szczegółowe dla nieznanej liczby osobników: długość skrzydła 142–149 mm, długość ogona 77–84 mm, dzioba 12 mm, skoku 32–34 mm.
Modrogłowik to duży gołąb o zwartej budowie i okrągłej sylwetce. W upierzeniu prawie nie występuje dymorfizm płciowy, samica ma jedynie bardziej matowy kark i pierś. Pióra na czole, wierzchu głowy i karku są kobaltowoniebieskie z ciemniejszymi krawędziami. Tył szyi i górna część grzbietu płowobrązowe z winnoczerwonym nalotem. Pióra po bokach szyi są sztywne i pofalowane, występują aż po gardło. Niższa część grzbietu, barkówki i lotki III i II rzędu, pokrywy skrzydłowe, grzbiet, kuper, pokrywy nadogonowe i sterówki płowe albo jasne, oliwkowobrązowe. Ogon stopniowany. Lotki są oliwkowobrązowe, ciemniejsze od ogona, z szerokimi płowymi krawędziami chorągiewek zewnętrznych. Od brody po pokrywy uszne biegnie biały pasek, obydwa paski niemalże schodzą się z tyłu szyi. Pióra na brodzie, bokach gardła i środku piersi tworzą duży czarny obszar z białą krawędzią na piersi. Na bokach gardła nierówno wyrastające pióra mają kobaltowoniebieskie środki, tworząc pasiasty wzór, identyczny kolorem z niebieskim na głowie. Pierś różowopłowa z winnoczerwonym nalotem, brzuch bardziej brązowy, podobnie jak i boki ciała oraz pokrywy podogonowe. Sterówki od spodu czarnobrązowe. Tęczówka ciemnobrązowa po czarną. Wąska obrączka oczna jest szara. Dziób czerwony z szarą częścią dystalną, jednak sama końcówka może być bardziej pomarańczowawa lub brązowawa. Nogi koralowoczerwone.

## Zasięg występowania
Modrogłowik jest endemitem Kuby. Dawniej gołębie te występowały także na Isla de la Juventud. W przeszłości odnotowywane w południowej Florydzie, prawdopodobnie były to zabłąkane ptaki. Próby introdukcji na Jamajkę nie powiodły się.

## Ekologia i zachowanie

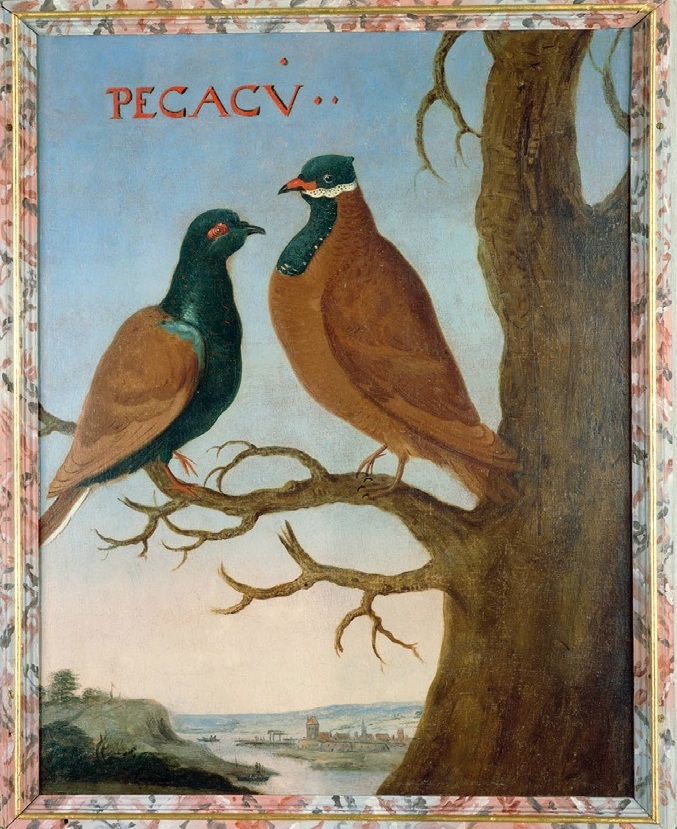
Wizerunek modrogłowika z 2. połowy XVII wieku. Po lewej treron papugodzioby (Treron sancithomae)

Środowiskiem życia modrogłowików są pierwotne, lekko wilgotne lasy do 500 m n.p.m., okazjonalnie wyżej. Preferują otwarte lasy z kamienistym podłożem i regularnie rozmieszczoną roślinnością. Według innych doniesień ptaki te wybierają również lasy sąsiadujące z bagnami jak i suchsze lasy. Są to skryte i nierzucające się w oczy gołębie, przeważnie przebywające pojedynczo lub w parach. Poruszając się, preferują chodzenie. Żerują na dnie lasu, wlatują na niską gałąź jedynie zaniepokojone albo gdy nawołują inne ptaki. Zjadają groch i nasiona roślin uprawnych, małe owoce, owady, pędraki i gąsienice.

### Lęgi
Okres lęgowy trwa od kwietnia do czerwca. Gniazdo to platforma z gałęzi, wyściełana świeżymi liśćmi, a niekiedy korzeniami. Ulokowane jest w niskim krzewie, w pnączu, w korzeniach drzewa lub martwym pniu, czasami na oplątwie (Tillandsia); rzadko położone wyżej niż na około 1,75 m. W zniesieniu 1 lub 2 białe jaja, brak informacji o inkubacji i czasie mijającym do opierzenia piskląt.

## Status, zagrożenia i ochrona
IUCN uznaje modrogłowika za gatunek zagrożony wyginięciem (EN, Endangered) nieprzerwanie od 1994 (stan w 2016). Gołąb ten występuje tylko w niektórych częściach Kuby, w pozostałych wymarł. Do zagrożenia wyginięciem przyczyniły się wycinki lasów i polowania. Mięso modrogłowików uchodziło za wyjątkowo smaczne, ptaki odławiano i odławia się nadal z pomocą pułapek typu drop trap (są to pułapki zbudowane z jakiegoś pojemnika opierającego się na patyku z doczepionym sznurkiem). Są chronione prawnie na bagnie Zapata, jednak nie są podejmowane żadne działania w kierunku ich ochrony. BirdLife International wymienia 10 ostoi ptaków IBA, w których odnotowano modrogłowiki. Uznaje trend populacji za spadkowy.